# هریستو آرانگلوف
هریستو آرانگلوف (بلغاری: Христо Арангелов؛ زادهٔ ۲۵ فوریهٔ ۱۹۷۸) بازیکن فوتبال اهل بلغارستان است.
از باشگاه‌هایی که در آن بازی کرده است می‌توان به باشگاه فوتبال هبار پازارجیک اشاره کرد.